# Indorama Corporation
Indorama Corporation – holding chemiczny z siedzibą w Singapurze. Przedsiębiorstwo zostało założone w 1975 roku w Indonezji, a swoją działalność rozpoczęło jako producent przędzy bawełnianej.
Grupa posiada ponad dwadzieścia zakładów produkcyjnych w ośmiu krajach. W zakładach tych produkuje się rozmaite produkty, m.in. nawozy azotowe i fosforowe, polietylen, polipropylen, poliester, tekstylia, włókna bawełniane oraz rękawice medyczne.
Indorama zatrudnia ponad 18 tys. ludzi na całym świecie.